# Bibiodes femoratus
Bibiodes femoratus är en tvåvingeart som beskrevs av Axel Leonard Melander 1912. Bibiodes femoratus ingår i släktet Bibiodes och familjen hårmyggor.
Artens utbredningsområde är Tennessee. Inga underarter finns listade i Catalogue of Life.